# Francisco de Sales Arrieta
Francisco de Sales Arrieta Ortiz (Lima, 29 de enero de 1768 - Lima, 4 de mayo de 1843), fue un religioso peruano de la Orden de San Francisco, que llegó a ser el 19.º Arzobispo de Lima, de 1841 a 1843. Tuvo fama de austero y piadoso.

## Biografía
Hijo de Francisco Antonio Arrieta y María Isabel Ortiz. Tenía 16 años de edad cuando tomó el hábito de la Orden de San Francisco en el Convento de Jesús. Realizó sus estudios sacerdotales en el Colegio de San Buenaventura de Nuestra Señora de Guadalupe, destacando por su capacidad intelectual. Tras graduarse de lector, pasó a ejercer la enseñanza en el Convento de Santa María de los Ángeles y en el noviciado de la orden. En la Universidad de San Marcos fue catedrático de Vísperas de Teología.
En 1801 pasó al Convento de San Francisco El Grande en Lima, donde tuvo a su cargo la capilla de San Francisco Solano. Entre 1802 y 1806 se encargó de la formación de los novicios. Entre 1813 y 1817 dirigió la Casa de Ejercicios Espirituales, establecida en el Convento de los Descalzos.
En 1817 marchó como Visitador al Convento de Ocopa. Luego, fue nombrado director de la Casa de Ejercicios del Convento de San Francisco de Lima, reedificándola y ornamentándola con obras de arte.
En 1836 fue propuesto para asumir el obispado de  Ayacucho, pero declinó, aduciendo que quería mantenerse leal a la humildad franciscana.

## Episcopado

### Arzobispo de Lima
Tras el fallecimiento del arzobispo de Lima Jorge de Benavente en 1839, fue propuesto para reemplazarlo, y aunque al principio rehusó nuevamente la mitra, finalmente la aceptó. Al respecto, cometió una irregularidad, pues, inducido por el cabildo eclesiástico y tal vez por el mismo gobierno peruano, tomó la administración de la iglesia sin haber llegado antes su preconización y las bulas de la Santa Sede. Conocedor de ello, el papa Gregorio XVI expidió un breve el 13 de julio de 1840, regularizando la situación.
Tras la llegada de las bulas respectivas, fue consagrado en la Catedral por el obispo titular de Alalia, Francisco Javier de Luna Pizarro, el 25 de enero de 1841.
Inició la visita pastoral a su arquidiócesis; respaldó la restauración del palacio arzobispal y alentó la censura pública del liberalismo, en cuanto afectaba al orden eclesiástico. Con respecto a esto último, en esa época tuvo resonancia la polémica a propósito de los escritos de Manuel Lorenzo de Vidaurre. Éste intelectual limeño había publicado en París en 1830 un proyecto de Código Eclesiástico, que fue considerado una obra disparatada y llena de contrasentidos, por lo que fue puesto en el Index de libros prohibidos por la Iglesia católica. Unos años después, Vidaurre se declaró arrepentido de dicha obra y dio a luz otro libro, titulado Vidaurre contra Vidaurre, donde se retractó de muchas ideas que había sostenido. Dedicaba la obra al entonces vicario de la arquidiócesis de Lima, D. José Manuel Pasquel. Pero un examen atento realizado por el dominico fray Vicente de Zea demostró que en muchos puntos dicho libro tampoco se ceñía a la ortodoxia católica, por lo que fue condenado (1840).